# Mariana Enríquez
Mariana Enriquez (Buenos Aires, 1973) és una periodista i escriptora argentina. Forma part del grup d'escriptors coneguts com a «nova narrativa argentina». Es va llicenciar en Comunicació Social a la Universitat Nacional de la Plata. Ha exercit professionalment com a periodista i columnista en mitjans gràfics, com el suplement Radar del diari Página/12 (on és sub-editora) i les revistes TXT, La mano, La mujer de mi vida i El guardián. També ha col·laborat amb emissores de ràdio, i com a columnista al programa Gente de la calle, a la Ràdio Nacional Argentina. Ha treballat com a jurat en diversos concursos literaris i ha impartit tallers d'escriptura en la fundació Tomás Eloy Martínez. Els seus contes s'han publicat en revistes internacionals com Granta, Electric Literature, Asymptote, McSweeney's, Virginia Quarterly Review i The New Yorker.

## Obra
- 1994 - Bajar es lo peor (novel·la; reeditada el 2013)
- 2004 - Cómo desaparecer completamente (novel·la)
- 2007 - Mitología celta (assaig)
- 2009 - Los peligros de fumar en la cama (contes)
- 2011 - Chicos que vuelven (novel·la)
- 2013 - Alguien camina sobre tu tumba: Mis viajes a cementerios (cròniques)
- 2014 - La hermana menor, un retrato de Silvina Ocampo (biografia)
- 2016 - Las cosas que perdimos en el fuego (contes)
- 2019 - Nuestra parte de noche (novel·la) (premi Herralde, publicat a Editorial Anagrama)
- 2024 - Un lugar soleado para gente sombría (contes)

Els seus primers dos llibres són de tall realista, però els dos següents es bolquen al gènere de terror.
 Les seves obres van ser incloses en diverses antologies com No entren al 1408, tant a Argentina com a Espanya, Mèxic, Xile, Bolívia, Equador i Alemanya. Cómo desaparecer completamente va ser traduïda a l'alemany.Las cosas que perdimos en el fuego  va ser traduïda al polonès.

## Premis
El 2017 va rebre el Premi Ciutat de Barcelona en la categoria de llengua castellana.